# Östra Prone
Östra Prone, eller Aghmosavletis Prone (georgiska: აღმოსავლეთის ფრონე), är en flod i Georgien. Den ligger i den centrala delen av landet, 90 km väster om huvudstaden Tbilisi. Östra Prone mynnar som vänsterbiflod i Kura (Mtkvari).